# Famille d'Astorg
La famille d'Astorg est une famille subsistante d'extraction féodale originaire de Toulouse. Elle remonte sa filiation prouvée à l'an 1392.

## Histoire
La famille d'Astorg est issue de Pierre d'Astorg, seigneur de Montbartier qui fut capitoul de Toulouse en 1392 à 1427.
Elle s'illustra particulièrement sous le Premier Empire et la Restauration.
La famille d'Astorg a été admise à l'Association d'entraide de la noblesse française (ANF) en 1993.

## Personnalités
- Jacques-Marie d'Astorg, officier français
  - Eugène d'Astorg, officier français
    - Charles Ferdinand Jacques d'Astorg, ambassadeur de France
      - Louis François Charles d'Astorg, Colonel d'artillerie
        - Joseph d'Astorg, saint-cyrien, lieutenant-colonel, résistant, maire de Sainte-Marie-de-Vatimesnil
          - Bernard d'Astorg (1921-2014), général de division, résistant
            - Jean d'Astorg (1950), maire de Sainte-Marie-de-Vatimesnil (2001-2014 et depuis 2020)

          - Philippe d'Astorg (1923-2008), maire de Lavau (1959-1971)
            - Gérard d'Astorg (1949), maire de Lavau (depuis 1996)[1]

      - René d'Astorg, Alpiniste
        - Jacques d'Astorg (1912-2001), général de division
          - Renaud d'Astorg (1942), général de brigade[2]

        - Bertrand d'Astorg, poète

- Jacques Pierre Prothade d'Astorg, officier et homme politique français, maire de Saint-Cyr-la-Rivière

## Alliances
Les principales alliances de la famille d'Astorg sont : de Rabastens, de Castelmoron, de Toulouse de Monclar, Despagne de Montespan (1505), de Lomagne de Terride (1539), de Goyrans de Lux, de Mun de Sarlabons (1592), de Mauléon (1629), de Burca (1682), de Magnant de Castilhon (1723), de Galard Terraube (1745), Eon de Cély (1783), de Fleischmann (1853), de Lestrade de La Course (1879), Cochin, de Béjarry, de Faubournet de Montferrand (1921), de Zogheb (1940), Le Couteulx du Molay (1946).

## Châteaux
- Château de Vatimesnil (Eure)

## Armoiries
| Figure | Blasonnement |
|        | Armes primitives de la maison d'Astorg, dit "marquis" de Roquépine (titre de courtoisie), comtes de Barbazan D'or, à l'aigle de sable., Couronne de marquis (par courtoisie) Supports : Deux lions d'or. Devise : « NIHIL ME PAYET ». |
|        | Les armes primitives avaient été modifiées par la branche de Vaudelin De sable (alias coupé d'azur et de sable) à un faucon d'argent, longé grilleté d'or, acc. en chef de deux fleurs-de-lis d'argent et en pointe d'une demi-fleur-de-lis du même, mouvante du flanc dextre. D'après l'armorial de Dubuisson : Le faucon sur une main gantée d'or, la demi-fleur-de-lis en pointe, défaillant à senestre. Ou : D'or, à l'autour de sable, armé et becqué d'argent, lié d'or et grilleté de sable, le grelot vidé d'or. |
|        | Armes du baron d'Astorg et de l'Empire Écartelé : aux 1 et 4, d'or, à la croix ancrée de sable; au 2, des Barons-Maires (de gueules, à la muraille crénelée d'argent) ; au 3, de sable, à un faucon d'argent, longé et grilleté d'or, posé sur une main gantée (ou « gantelée ») du même, mouvant du flanc senestre, au comble d'azur, chargé de deux fers de lance d'argent et un demi-fer de lance du même en pointe., - Livrées : les couleurs de l'écu.                                                              |
|        | Armes de comte héréditaire (lettres patentes du 30 août 1825) Écartelé : aux 1 et 4, d'or, à l'aigle éployée de sable regardant un soleil rayonnant de gueules, naissant de l'angle dextre du chef ; aux 2 et 3, de sable, au faucon d'argent, longé et grilleté d'or, posé sur un gant du même, acc. en chef de deux fleurs-de-lis d'argent, et, en pointe, d'une demi-fleur-de-lis du même, mouvante de l'angle inférieur dextre de l'écu.                                                                             |
|        | Armes sous la Restauration D'or, à l'aigle de sable,. Couronne de marquis Supports : Deux lions d'or. Devise : « Nihil me payet ». |

## Postérité
- A Paris :
  - rue d'Astorg
- A Toulouse :
  - rue d'Astorg

## Pour approfondir